# Tu-330 (航空機)
Tu-330（ツポレフ330；ロシア語:Ту-330トゥー・トリースタ・トリーッツァチ）は、ロシアのツポレフ設計局が開発しようと計画していたワイドボディーの胴体を持つ中型ジェット輸送機である。

## 概要
Tu-330はロシア政府の指示により1994年4月から開発が始まった。これはロシアで主に軍事用に使用される中距離主力輸送機であるAn-12などが老朽化しているため、次世代の輸送機を求めているためである。
機体は高翼の主翼に双発ジェットエンジンというレイアウトで、大きさはIl-112とIl-76の中間程度（An-70と同程度）、高バイパス比エンジンであるPS-90Aを装着する計画で、ロールスロイス等の海外のエンジンもオプションで装着することも可能としていた。
また、実用化までの期間と費用を大幅に削減のため、主翼などの部品がツポレフが先行して開発した旅客機であるTu-204とTu-214と共通化されており、全体の75パーセントが共通であった。
当初は1998年に初号機を完成させるはずであったが、実際には行われなかった。これは最大の運用者になるはずのロシア空軍が、ウクライナのアントノフのAn-70（ターボプロップ4発輸送機）の採用を決定したためである。
派生型として、液化天然ガスを燃料とするサマラNK-94エンジンを搭載したTu-330K（Tu-338）が計画されていた。

## 機体要目
| カテゴリー       | データ        |
| ---------------- | ------------- |
| 乗員             | 3名           |
| 最大離陸重量     | 103,500Kg     |
| 最大搭載重量     | 35、000Kg     |
| 巡航速度         | 800-850 km/h  |
| 最大上昇限界高度 | 11.000 m      |
| 航続距離         | 3.000 km      |
| 搭載エンジン     | PS-90A, NK-93 |
| 全長             | 42.00 m       |
| 全幅             | 43.50 m       |
| 高さ             | 14.00 m       |
| 翼面積           | 195,5 m2      |